# Monster Truck (jeu vidéo)
Pour les articles homonymes, voir Monster truck (homonymie).
Monster Truck est un jeu vidéo de monster truck développé par Another et édité par Varie, sorti en 1990 sur Game Boy.